# Gentleshaw
Gentleshaw – osada w Anglii, w hrabstwie Staffordshire, w dystrykcie Lichfield. Leży 18 km na południowy wschód od miasta Stafford i 182 km na północny zachód od Londynu.